# Serhi Popov
Serhi Popov (en ucraniano: Сергій Попов, 6 de agosto de 1991) es un deportista ucraniano que compite en voleibol, en la modalidad de playa. Ganó una medalla de bronce en el Campeonato Europeo de Vóley Playa de 2023, en el torneo masculino.

## Palmarés internacional
| Campeonato Europeo | Campeonato Europeo | Campeonato Europeo | Campeonato Europeo |
| Año                | Lugar              | Medalla            | Pareja             |
| ------------------ | ------------------ | ------------------ | ------------------ |
| 2023               | Viena (Austria)    | Medalla de bronce  | Eduard Reznik      |